# Ein Herz kann man nicht reparieren
Ein Herz kann man nicht reparieren ist ein Lied des deutschen Pop-Rock-Sängers Udo Lindenberg aus dem Jahr 1991.

## Entstehung und Veröffentlichung
Das Lied wurde von Annette Humpe, Udo Lindenberg und Inga Humpe geschrieben beziehungsweise komponiert. Lindenberg produzierte es zusammen mit Hendrik Schaper.
1991 erschien das Lied als Single bei Polydor, zum einen als  7″-Single mit der B-Seite Ali 2 (Naziland ist abgebrannt), zum anderen als CD-Maxi-Single, die um den dritten Titel Renate von Stich erweitert wurde. Am 21. Februar 1991 erschien das Lied als Teil von Udo Lindenbergs 23. Studioalbum Ich will dich haben.
2011 nahm Lindenberg das Stück im Zuge seines MTV-Unplugged-Konzertes zusammen mit Inga Humpe neu auf. Diese Version erschien am 9. September 2011 als Single sowie eine Woche später auf dem Livealbum MTV Unplugged – Live aus dem Hotel Atlantic.

## Inhalt
In dem Lied singt ein Mann davon, wie er nach der Trennung wütend auf seine ehemalige Partnerin ist, von ihr wirklich loskommen will und von ihr keine weiteren Annäherungsversuche mehr möchte: „Ein Herz kann man nicht reparier’n.“ In der dritten Strophe nimmt er einen hoffnungsvollen Blick in die Zukunft, in der er „die Frau mit der Zaubermedizin“ treffen könnte, und sein Herz wieder gesund würde.

## Charts und Chartplatzierungen
| ChartsChartplatzierungen | Höchstplatzierung | Wochen |
| ------------------------ | ----------------- | ------ |
| Deutschland (GfK)        | 29 (23 Wo.)       | 23     |

| ChartsJahrescharts (1991) | Platzierung |
| ------------------------- | ----------- |
| Deutschland (GfK)         | 70          |

| ChartsChartplatzierungen | Höchstplatzierung | Wochen |
| ------------------------ | ----------------- | ------ |
| Deutschland (GfK)        | 11 (19 Wo.)       | 19     |
| Österreich (Ö3)          | 65 (2 Wo.)        | 2      |

## Coverversionen (Auswahl)
- 1994: Annette und Inga Humpe (Album: Hut ab! Hommage an Udo Lindenberg)[6]
- 2014: Peter Kraus (Album: Zeitensprung)[7]